# 花鮨
花鮨（Anthias anthias）為輻鰭魚綱鱸形目鱸亞目鮨科的其中一種，分布於東大西洋區，從地中海至安哥拉海域，棲息深度可達300公尺，體長可達27公分，棲息在礫石底質、珊瑚礁海域，白天躲藏在石縫中，夜間覓食，屬肉食性，以甲殼類及小魚為食，可做為食用魚、遊釣魚及觀賞魚。

## 物种描述
花鮨由瑞典博物学家卡尔·林奈于1758年在第10版自然系統中首次描述，此时的学名为Labrus anthias，模式产地在南欧海域。1801年，德国博物学家马库斯·埃里泽尔·布洛克创建了花鮨属，并将物种Anthias sacer设为该属的模式种，但该物种实际上系花鮨的异名，故花鮨成为了花鮨属的模式种。

## 外貌特征
花鮨为红色或粉红色，头部周围有三条黄线，部分个体后背可能有棕褐色的斑点，鳞片很大。体长约等于其体高的2.5倍，身体大致为椭圆形。其背鳍修长，有10条棘刺和15条软条，其中第三棘刺极长；臀鳍有3条棘刺和7条软条；胸鳍长于腹鳍，边缘为白色、橙色或紫色；尾鳍形状不对称，其上半部分明显大于下半部分。。在繁殖季节，雄鱼原本橙黄色的胸鳍会变为红色。该鱼有一条完整的侧线，由36至39片鳞片组成。

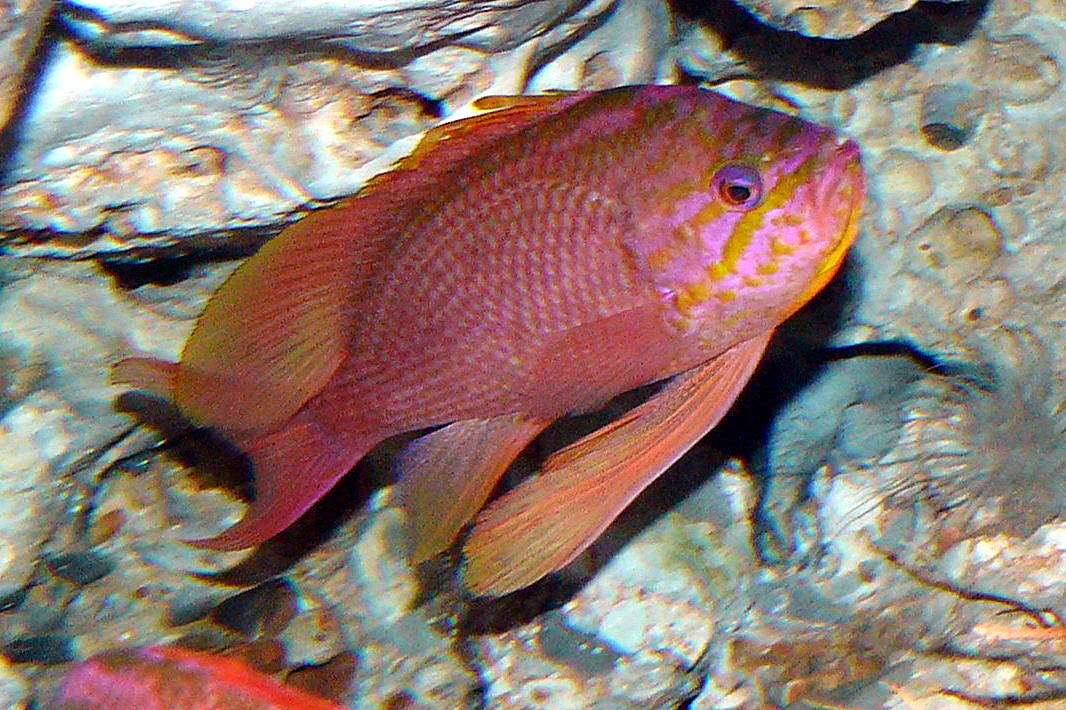
一条花鮨

花鮨最长可长到27厘米，但大部分个体仅为12-18厘米。成年个体的平均长度为12厘米。

## 物种分布
花鮨分布于东大西洋和地中海的暖水海域，包括葡萄牙到安哥拉的大西洋沿岸水域以及亚速尔群岛、马德拉群岛、加那利群岛、佛得角、圣多美和普林西比等大西洋和几内亚湾的岛屿附近。 该鱼在地中海分布广泛，最东可达土耳其加里波利半岛附近的达达尼尔海峡，但目前尚无该鱼在黑海的记录。亦有报告称有花鮨出现在纳米比亚北部海岸。

## 生活习性
花鮨栖息于水深为15-200米的礁石、海底洞穴和沙砾或者岩石海床附近，尤其喜欢柳珊瑚和红珊瑚众多的海床。花鮨系夜行性鱼类，在白天会潜伏于洞穴之中，在夜晚出来捕食猎物。其猎物包括甲壳类、浮游动物、软体动物和小型鱼类，而天敌则主要是大型鱼类和海洋哺乳动物。
花鮨为群居鱼类，且同鮨科的许多其他物种一样是雌性先熟的顺序性雌雄同体：所有幼鱼在诞生时都为雌性，而鱼群中仅有最大的个体是雄性。当雄鱼死后，其中一条雌鱼会转变为雄性。有报告认为花鮨存在一定社会性：鱼群中一部分的个体会驱赶猎物而剩余个体则会进行捕食。在此过程中驱赶者和捕食者的职位会时常调换以保证所有个体都能获取充足的食物。
花鮨在马格里布沿海的繁殖季为7月至9月。其在野生环境下的寿命不详，但观赏鱼爱好者认为人工饲养的花鮨寿命约为5-10年。

## 经济价值
花鮨在摩洛哥是较为常见的食用鱼，但在分布范围内的其他地区则多是游钓或是商业捕捞的兼捕对象。另外，由于其鲜艳的颜色和格外长的腹鳍，花鮨也可作为暖水观赏鱼，但由于主要生活在较深的水域中，捕获花鮨难度颇高。

## 种群情况
花鮨目前拥有相当庞大的种群数量，在地中海海域尤其常见。该鱼在塞纳海山160-180米水深处占全部鱼类的12%，亦是最多的鱼类之一，并且曾在利比里亚附近海域有一网捕获49条花鮨的记录。加之经济价值不高，目前花鮨种群相当稳定，故而被IUCN评为无危。